# 哈爾濱經濟技術開發區
哈尔滨经济技术开发区是一个位于黑龙江省哈尔滨市的国家级经济技术开发区。1991年6月辟建，1993年4月晋升为国家级开发区，国批面积18.5平方公里。